# Coupe des clubs champions européens de handball 1986-1987
Navigation
Coupe des clubs champions 1985-1986 Coupe des clubs champions 1987-1988
La saison 1986-1987 de la Coupe des clubs champions européens de handball met aux prises 34 équipes européennes. Il s’agit de la 27e édition de la compétition organisée par l'IHF.
Le vainqueur est le club soviétique du SKA Minsk qui remporte le sacre européen pour la première fois.

## Participants
| Huitièmes de finale | Huitièmes de finale | Huitièmes de finale | Huitièmes de finale | Huitièmes de finale | Huitièmes de finale | Huitièmes de finale | Huitièmes de finale | Huitièmes de finale | Huitièmes de finale | Huitièmes de finale | Huitièmes de finale | Huitièmes de finale | Huitièmes de finale | Huitièmes de finale | Huitièmes de finale | Huitièmes de finale | Huitièmes de finale | Huitièmes de finale | Huitièmes de finale | Huitièmes de finale | Huitièmes de finale | Huitièmes de finale | Huitièmes de finale | Huitièmes de finale | Huitièmes de finale | Huitièmes de finale | Huitièmes de finale | Huitièmes de finale | Huitièmes de finale |
| --- | --- | --- | --- | --- | --- | --- | --- | --- | --- | --- | --- | --- | --- | --- | --- | --- | --- | --- | --- | --- | --- | --- | --- | --- | --- | --- | --- | --- | --- |
| - Metaloplastika Šabac : tenant du titre - SC Empor Rostock : Champion d'Allemagne de l'Ouest - Hellerup IK Copenhague : Champion du Danemark | - Metaloplastika Šabac : tenant du titre - SC Empor Rostock : Champion d'Allemagne de l'Ouest - Hellerup IK Copenhague : Champion du Danemark | - Metaloplastika Šabac : tenant du titre - SC Empor Rostock : Champion d'Allemagne de l'Ouest - Hellerup IK Copenhague : Champion du Danemark | - Metaloplastika Šabac : tenant du titre - SC Empor Rostock : Champion d'Allemagne de l'Ouest - Hellerup IK Copenhague : Champion du Danemark | - Metaloplastika Šabac : tenant du titre - SC Empor Rostock : Champion d'Allemagne de l'Ouest - Hellerup IK Copenhague : Champion du Danemark | - Metaloplastika Šabac : tenant du titre - SC Empor Rostock : Champion d'Allemagne de l'Ouest - Hellerup IK Copenhague : Champion du Danemark | - Metaloplastika Šabac : tenant du titre - SC Empor Rostock : Champion d'Allemagne de l'Ouest - Hellerup IK Copenhague : Champion du Danemark | - Metaloplastika Šabac : tenant du titre - SC Empor Rostock : Champion d'Allemagne de l'Ouest - Hellerup IK Copenhague : Champion du Danemark | - Metaloplastika Šabac : tenant du titre - SC Empor Rostock : Champion d'Allemagne de l'Ouest - Hellerup IK Copenhague : Champion du Danemark | - Metaloplastika Šabac : tenant du titre - SC Empor Rostock : Champion d'Allemagne de l'Ouest - Hellerup IK Copenhague : Champion du Danemark | - Metaloplastika Šabac : tenant du titre - SC Empor Rostock : Champion d'Allemagne de l'Ouest - Hellerup IK Copenhague : Champion du Danemark | - Metaloplastika Šabac : tenant du titre - SC Empor Rostock : Champion d'Allemagne de l'Ouest - Hellerup IK Copenhague : Champion du Danemark | - Metaloplastika Šabac : tenant du titre - SC Empor Rostock : Champion d'Allemagne de l'Ouest - Hellerup IK Copenhague : Champion du Danemark | - Metaloplastika Šabac : tenant du titre - SC Empor Rostock : Champion d'Allemagne de l'Ouest - Hellerup IK Copenhague : Champion du Danemark | - Metaloplastika Šabac : tenant du titre - SC Empor Rostock : Champion d'Allemagne de l'Ouest - Hellerup IK Copenhague : Champion du Danemark | - FC Barcelone : Champion d'Espagne - Wybrzeże Gdańsk : Champion de Pologne - Redbergslids IK : Champion de Suède | - FC Barcelone : Champion d'Espagne - Wybrzeże Gdańsk : Champion de Pologne - Redbergslids IK : Champion de Suède | - FC Barcelone : Champion d'Espagne - Wybrzeże Gdańsk : Champion de Pologne - Redbergslids IK : Champion de Suède | - FC Barcelone : Champion d'Espagne - Wybrzeże Gdańsk : Champion de Pologne - Redbergslids IK : Champion de Suède | - FC Barcelone : Champion d'Espagne - Wybrzeże Gdańsk : Champion de Pologne - Redbergslids IK : Champion de Suède | - FC Barcelone : Champion d'Espagne - Wybrzeże Gdańsk : Champion de Pologne - Redbergslids IK : Champion de Suède | - FC Barcelone : Champion d'Espagne - Wybrzeże Gdańsk : Champion de Pologne - Redbergslids IK : Champion de Suède | - FC Barcelone : Champion d'Espagne - Wybrzeże Gdańsk : Champion de Pologne - Redbergslids IK : Champion de Suède | - FC Barcelone : Champion d'Espagne - Wybrzeże Gdańsk : Champion de Pologne - Redbergslids IK : Champion de Suède | - FC Barcelone : Champion d'Espagne - Wybrzeże Gdańsk : Champion de Pologne - Redbergslids IK : Champion de Suède | - FC Barcelone : Champion d'Espagne - Wybrzeże Gdańsk : Champion de Pologne - Redbergslids IK : Champion de Suède | - FC Barcelone : Champion d'Espagne - Wybrzeże Gdańsk : Champion de Pologne - Redbergslids IK : Champion de Suède | - FC Barcelone : Champion d'Espagne - Wybrzeże Gdańsk : Champion de Pologne - Redbergslids IK : Champion de Suède | - FC Barcelone : Champion d'Espagne - Wybrzeże Gdańsk : Champion de Pologne - Redbergslids IK : Champion de Suède | - FC Barcelone : Champion d'Espagne - Wybrzeże Gdańsk : Champion de Pologne - Redbergslids IK : Champion de Suède |
| Tour préliminaire | | | | | | | | | | | | | | | | | | | | | | | | | | | | | |
| - TUSEM Essen : Champion d'Allemagne de l'Est - UHC Stockerau : Champion d'Autriche - Initia HC Hasselt : Champion de Belgique - Kirkby HC Liverpool : Champion de Grande-Bretagne - VIF Dimitrov Sofia : Champion de Bulgarie - BK-46 Karis : Champion de Finlande - USM Gagny : Champion de France - AS Fílippos Véria : Champion de Grèce - Vestmanna IF : Champion des Îles Féroé - Vikingur Reykjavik : Champion d'Islande | - TUSEM Essen : Champion d'Allemagne de l'Est - UHC Stockerau : Champion d'Autriche - Initia HC Hasselt : Champion de Belgique - Kirkby HC Liverpool : Champion de Grande-Bretagne - VIF Dimitrov Sofia : Champion de Bulgarie - BK-46 Karis : Champion de Finlande - USM Gagny : Champion de France - AS Fílippos Véria : Champion de Grèce - Vestmanna IF : Champion des Îles Féroé - Vikingur Reykjavik : Champion d'Islande | - TUSEM Essen : Champion d'Allemagne de l'Est - UHC Stockerau : Champion d'Autriche - Initia HC Hasselt : Champion de Belgique - Kirkby HC Liverpool : Champion de Grande-Bretagne - VIF Dimitrov Sofia : Champion de Bulgarie - BK-46 Karis : Champion de Finlande - USM Gagny : Champion de France - AS Fílippos Véria : Champion de Grèce - Vestmanna IF : Champion des Îles Féroé - Vikingur Reykjavik : Champion d'Islande | - TUSEM Essen : Champion d'Allemagne de l'Est - UHC Stockerau : Champion d'Autriche - Initia HC Hasselt : Champion de Belgique - Kirkby HC Liverpool : Champion de Grande-Bretagne - VIF Dimitrov Sofia : Champion de Bulgarie - BK-46 Karis : Champion de Finlande - USM Gagny : Champion de France - AS Fílippos Véria : Champion de Grèce - Vestmanna IF : Champion des Îles Féroé - Vikingur Reykjavik : Champion d'Islande | - TUSEM Essen : Champion d'Allemagne de l'Est - UHC Stockerau : Champion d'Autriche - Initia HC Hasselt : Champion de Belgique - Kirkby HC Liverpool : Champion de Grande-Bretagne - VIF Dimitrov Sofia : Champion de Bulgarie - BK-46 Karis : Champion de Finlande - USM Gagny : Champion de France - AS Fílippos Véria : Champion de Grèce - Vestmanna IF : Champion des Îles Féroé - Vikingur Reykjavik : Champion d'Islande | - TUSEM Essen : Champion d'Allemagne de l'Est - UHC Stockerau : Champion d'Autriche - Initia HC Hasselt : Champion de Belgique - Kirkby HC Liverpool : Champion de Grande-Bretagne - VIF Dimitrov Sofia : Champion de Bulgarie - BK-46 Karis : Champion de Finlande - USM Gagny : Champion de France - AS Fílippos Véria : Champion de Grèce - Vestmanna IF : Champion des Îles Féroé - Vikingur Reykjavik : Champion d'Islande | - TUSEM Essen : Champion d'Allemagne de l'Est - UHC Stockerau : Champion d'Autriche - Initia HC Hasselt : Champion de Belgique - Kirkby HC Liverpool : Champion de Grande-Bretagne - VIF Dimitrov Sofia : Champion de Bulgarie - BK-46 Karis : Champion de Finlande - USM Gagny : Champion de France - AS Fílippos Véria : Champion de Grèce - Vestmanna IF : Champion des Îles Féroé - Vikingur Reykjavik : Champion d'Islande | - TUSEM Essen : Champion d'Allemagne de l'Est - UHC Stockerau : Champion d'Autriche - Initia HC Hasselt : Champion de Belgique - Kirkby HC Liverpool : Champion de Grande-Bretagne - VIF Dimitrov Sofia : Champion de Bulgarie - BK-46 Karis : Champion de Finlande - USM Gagny : Champion de France - AS Fílippos Véria : Champion de Grèce - Vestmanna IF : Champion des Îles Féroé - Vikingur Reykjavik : Champion d'Islande | - TUSEM Essen : Champion d'Allemagne de l'Est - UHC Stockerau : Champion d'Autriche - Initia HC Hasselt : Champion de Belgique - Kirkby HC Liverpool : Champion de Grande-Bretagne - VIF Dimitrov Sofia : Champion de Bulgarie - BK-46 Karis : Champion de Finlande - USM Gagny : Champion de France - AS Fílippos Véria : Champion de Grèce - Vestmanna IF : Champion des Îles Féroé - Vikingur Reykjavik : Champion d'Islande | - TUSEM Essen : Champion d'Allemagne de l'Est - UHC Stockerau : Champion d'Autriche - Initia HC Hasselt : Champion de Belgique - Kirkby HC Liverpool : Champion de Grande-Bretagne - VIF Dimitrov Sofia : Champion de Bulgarie - BK-46 Karis : Champion de Finlande - USM Gagny : Champion de France - AS Fílippos Véria : Champion de Grèce - Vestmanna IF : Champion des Îles Féroé - Vikingur Reykjavik : Champion d'Islande | - TUSEM Essen : Champion d'Allemagne de l'Est - UHC Stockerau : Champion d'Autriche - Initia HC Hasselt : Champion de Belgique - Kirkby HC Liverpool : Champion de Grande-Bretagne - VIF Dimitrov Sofia : Champion de Bulgarie - BK-46 Karis : Champion de Finlande - USM Gagny : Champion de France - AS Fílippos Véria : Champion de Grèce - Vestmanna IF : Champion des Îles Féroé - Vikingur Reykjavik : Champion d'Islande | - TUSEM Essen : Champion d'Allemagne de l'Est - UHC Stockerau : Champion d'Autriche - Initia HC Hasselt : Champion de Belgique - Kirkby HC Liverpool : Champion de Grande-Bretagne - VIF Dimitrov Sofia : Champion de Bulgarie - BK-46 Karis : Champion de Finlande - USM Gagny : Champion de France - AS Fílippos Véria : Champion de Grèce - Vestmanna IF : Champion des Îles Féroé - Vikingur Reykjavik : Champion d'Islande | - TUSEM Essen : Champion d'Allemagne de l'Est - UHC Stockerau : Champion d'Autriche - Initia HC Hasselt : Champion de Belgique - Kirkby HC Liverpool : Champion de Grande-Bretagne - VIF Dimitrov Sofia : Champion de Bulgarie - BK-46 Karis : Champion de Finlande - USM Gagny : Champion de France - AS Fílippos Véria : Champion de Grèce - Vestmanna IF : Champion des Îles Féroé - Vikingur Reykjavik : Champion d'Islande | - TUSEM Essen : Champion d'Allemagne de l'Est - UHC Stockerau : Champion d'Autriche - Initia HC Hasselt : Champion de Belgique - Kirkby HC Liverpool : Champion de Grande-Bretagne - VIF Dimitrov Sofia : Champion de Bulgarie - BK-46 Karis : Champion de Finlande - USM Gagny : Champion de France - AS Fílippos Véria : Champion de Grèce - Vestmanna IF : Champion des Îles Féroé - Vikingur Reykjavik : Champion d'Islande | - TUSEM Essen : Champion d'Allemagne de l'Est - UHC Stockerau : Champion d'Autriche - Initia HC Hasselt : Champion de Belgique - Kirkby HC Liverpool : Champion de Grande-Bretagne - VIF Dimitrov Sofia : Champion de Bulgarie - BK-46 Karis : Champion de Finlande - USM Gagny : Champion de France - AS Fílippos Véria : Champion de Grèce - Vestmanna IF : Champion des Îles Féroé - Vikingur Reykjavik : Champion d'Islande | - Maccabi Rishon LeZion : Champion d'Israël - Cividin Trieste : Champion d'Italie - HB Dudelange : Champion du Luxembourg - Veszprémi Építok : Champion de Hongrie - Viking Stavanger : Champion de Norvège - V&L Handbal Geleen : Champion des Pays-Bas - Dukla Prague : Champion de Tchécoslovaquie - TSV St. Otmar Saint-Gall : Champion de Suisse - SKA Minsk : Champion d'Union soviétique - Étoile rouge de Belgrade : Champion de Yougoslavie | - Maccabi Rishon LeZion : Champion d'Israël - Cividin Trieste : Champion d'Italie - HB Dudelange : Champion du Luxembourg - Veszprémi Építok : Champion de Hongrie - Viking Stavanger : Champion de Norvège - V&L Handbal Geleen : Champion des Pays-Bas - Dukla Prague : Champion de Tchécoslovaquie - TSV St. Otmar Saint-Gall : Champion de Suisse - SKA Minsk : Champion d'Union soviétique - Étoile rouge de Belgrade : Champion de Yougoslavie | - Maccabi Rishon LeZion : Champion d'Israël - Cividin Trieste : Champion d'Italie - HB Dudelange : Champion du Luxembourg - Veszprémi Építok : Champion de Hongrie - Viking Stavanger : Champion de Norvège - V&L Handbal Geleen : Champion des Pays-Bas - Dukla Prague : Champion de Tchécoslovaquie - TSV St. Otmar Saint-Gall : Champion de Suisse - SKA Minsk : Champion d'Union soviétique - Étoile rouge de Belgrade : Champion de Yougoslavie | - Maccabi Rishon LeZion : Champion d'Israël - Cividin Trieste : Champion d'Italie - HB Dudelange : Champion du Luxembourg - Veszprémi Építok : Champion de Hongrie - Viking Stavanger : Champion de Norvège - V&L Handbal Geleen : Champion des Pays-Bas - Dukla Prague : Champion de Tchécoslovaquie - TSV St. Otmar Saint-Gall : Champion de Suisse - SKA Minsk : Champion d'Union soviétique - Étoile rouge de Belgrade : Champion de Yougoslavie | - Maccabi Rishon LeZion : Champion d'Israël - Cividin Trieste : Champion d'Italie - HB Dudelange : Champion du Luxembourg - Veszprémi Építok : Champion de Hongrie - Viking Stavanger : Champion de Norvège - V&L Handbal Geleen : Champion des Pays-Bas - Dukla Prague : Champion de Tchécoslovaquie - TSV St. Otmar Saint-Gall : Champion de Suisse - SKA Minsk : Champion d'Union soviétique - Étoile rouge de Belgrade : Champion de Yougoslavie | - Maccabi Rishon LeZion : Champion d'Israël - Cividin Trieste : Champion d'Italie - HB Dudelange : Champion du Luxembourg - Veszprémi Építok : Champion de Hongrie - Viking Stavanger : Champion de Norvège - V&L Handbal Geleen : Champion des Pays-Bas - Dukla Prague : Champion de Tchécoslovaquie - TSV St. Otmar Saint-Gall : Champion de Suisse - SKA Minsk : Champion d'Union soviétique - Étoile rouge de Belgrade : Champion de Yougoslavie | - Maccabi Rishon LeZion : Champion d'Israël - Cividin Trieste : Champion d'Italie - HB Dudelange : Champion du Luxembourg - Veszprémi Építok : Champion de Hongrie - Viking Stavanger : Champion de Norvège - V&L Handbal Geleen : Champion des Pays-Bas - Dukla Prague : Champion de Tchécoslovaquie - TSV St. Otmar Saint-Gall : Champion de Suisse - SKA Minsk : Champion d'Union soviétique - Étoile rouge de Belgrade : Champion de Yougoslavie | - Maccabi Rishon LeZion : Champion d'Israël - Cividin Trieste : Champion d'Italie - HB Dudelange : Champion du Luxembourg - Veszprémi Építok : Champion de Hongrie - Viking Stavanger : Champion de Norvège - V&L Handbal Geleen : Champion des Pays-Bas - Dukla Prague : Champion de Tchécoslovaquie - TSV St. Otmar Saint-Gall : Champion de Suisse - SKA Minsk : Champion d'Union soviétique - Étoile rouge de Belgrade : Champion de Yougoslavie | - Maccabi Rishon LeZion : Champion d'Israël - Cividin Trieste : Champion d'Italie - HB Dudelange : Champion du Luxembourg - Veszprémi Építok : Champion de Hongrie - Viking Stavanger : Champion de Norvège - V&L Handbal Geleen : Champion des Pays-Bas - Dukla Prague : Champion de Tchécoslovaquie - TSV St. Otmar Saint-Gall : Champion de Suisse - SKA Minsk : Champion d'Union soviétique - Étoile rouge de Belgrade : Champion de Yougoslavie | - Maccabi Rishon LeZion : Champion d'Israël - Cividin Trieste : Champion d'Italie - HB Dudelange : Champion du Luxembourg - Veszprémi Építok : Champion de Hongrie - Viking Stavanger : Champion de Norvège - V&L Handbal Geleen : Champion des Pays-Bas - Dukla Prague : Champion de Tchécoslovaquie - TSV St. Otmar Saint-Gall : Champion de Suisse - SKA Minsk : Champion d'Union soviétique - Étoile rouge de Belgrade : Champion de Yougoslavie | - Maccabi Rishon LeZion : Champion d'Israël - Cividin Trieste : Champion d'Italie - HB Dudelange : Champion du Luxembourg - Veszprémi Építok : Champion de Hongrie - Viking Stavanger : Champion de Norvège - V&L Handbal Geleen : Champion des Pays-Bas - Dukla Prague : Champion de Tchécoslovaquie - TSV St. Otmar Saint-Gall : Champion de Suisse - SKA Minsk : Champion d'Union soviétique - Étoile rouge de Belgrade : Champion de Yougoslavie | - Maccabi Rishon LeZion : Champion d'Israël - Cividin Trieste : Champion d'Italie - HB Dudelange : Champion du Luxembourg - Veszprémi Építok : Champion de Hongrie - Viking Stavanger : Champion de Norvège - V&L Handbal Geleen : Champion des Pays-Bas - Dukla Prague : Champion de Tchécoslovaquie - TSV St. Otmar Saint-Gall : Champion de Suisse - SKA Minsk : Champion d'Union soviétique - Étoile rouge de Belgrade : Champion de Yougoslavie | - Maccabi Rishon LeZion : Champion d'Israël - Cividin Trieste : Champion d'Italie - HB Dudelange : Champion du Luxembourg - Veszprémi Építok : Champion de Hongrie - Viking Stavanger : Champion de Norvège - V&L Handbal Geleen : Champion des Pays-Bas - Dukla Prague : Champion de Tchécoslovaquie - TSV St. Otmar Saint-Gall : Champion de Suisse - SKA Minsk : Champion d'Union soviétique - Étoile rouge de Belgrade : Champion de Yougoslavie | - Maccabi Rishon LeZion : Champion d'Israël - Cividin Trieste : Champion d'Italie - HB Dudelange : Champion du Luxembourg - Veszprémi Építok : Champion de Hongrie - Viking Stavanger : Champion de Norvège - V&L Handbal Geleen : Champion des Pays-Bas - Dukla Prague : Champion de Tchécoslovaquie - TSV St. Otmar Saint-Gall : Champion de Suisse - SKA Minsk : Champion d'Union soviétique - Étoile rouge de Belgrade : Champion de Yougoslavie | - Maccabi Rishon LeZion : Champion d'Israël - Cividin Trieste : Champion d'Italie - HB Dudelange : Champion du Luxembourg - Veszprémi Építok : Champion de Hongrie - Viking Stavanger : Champion de Norvège - V&L Handbal Geleen : Champion des Pays-Bas - Dukla Prague : Champion de Tchécoslovaquie - TSV St. Otmar Saint-Gall : Champion de Suisse - SKA Minsk : Champion d'Union soviétique - Étoile rouge de Belgrade : Champion de Yougoslavie |

Remarque : à noter l'absence du Sporting Portugal (Champion du Portugal) et du Steaua Bucarest (Champion de Roumanie).

## Premiers tours

### Tour préliminaire
Les résultats du tour préliminaire sont :
| Équipe                   | Aller   | Total   | Retour  | Équipe                   |
| ------------------------ | ------- | ------- | ------- | ------------------------ |
| Vestmanna IF             | 26 – 26 | 38 – 42 | 12 – 16 | Vikingur Reykjavik       |
| Viking Stavanger         | 41 – 13 | 86 – 31 | 45 – 18 | Kirkby HC Liverpool      |
| BK-46 Karis              | 29 – 31 | 53 – 74 | 24 – 43 | SKA Minsk                |
| V&L Handbal Geleen       | 15 – 23 | 36 – 43 | 21 – 20 | TSV St. Otmar Saint-Gall |
| TUSEM Essen              | 24 – 13 | 62 – 29 | 38 – 16 | HB Dudelange             |
| UHC Stockerau            | 22 – 30 | 44 – 61 | 22 – 31 | Dukla Prague             |
| Maccabi Rishon LeZion    | 22 – 15 | 39 – 42 | 17 – 27 | Cividin Trieste          |
| VIF Dimitrov Sofia       | 21 – 13 | 34 – 38 | 13 – 25 | Veszprémi Építok         |
| Étoile rouge de Belgrade | 28 – 18 | 48 – 40 | 20 – 22 | AS Fílippos Véria        |
| USM Gagny                | 21 – 13 | 42 – 26 | 21 – 13 | Initia Hasselt           |

### Huitièmes de finale
Les résultats des huitièmes de finale sont :
| Équipe                 | Aller   | Total       | Retour  | Équipe                   |
| ---------------------- | ------- | ----------- | ------- | ------------------------ |
| Redbergslids IK        | 21 – 26 | 42 – 62     | 21 – 36 | SKA Minsk                |
| Hellerup IK Copenhague | 28 – 24 | 49 – 52     | 21 – 28 | Étoile rouge de Belgrade |
| TUSEM Essen            | 21 – 12 | 38 – 31     | 17 – 19 | USM Gagny                |
| Dukla Prague           | 29 – 18 | 46 – 40     | 17 – 22 | Viking Stavanger         |
| FC Barcelone           | 31 – 25 | 52 – 55     | 21 – 30 | Metaloplastika Šabac     |
| SC Empor Rostock       | 30 – 20 | 56 – 43     | 26 – 23 | Veszprémi Építok         |
| Vikingur Reykjavik     | 22 – 17 | 41 – 37     | 19 – 20 | TSV St. Otmar Saint-Gall |
| Wybrzeże Gdańsk        | –       | disqualifié | –       | Cividin Trieste          |

Parmi les résultats détaillés, on trouve :
- TUSEM Essen b. USM Gagny 21-12 (8-6)[2]
  - buteurs pour Gagny : Philippe Gardent (5), Jan Hamers (3), Nicolas Cochery (3), Éric Cailleaux (1).
- USM Gagny b. TUSEM Essen 19-17 (8-9)[2]
  - buteurs pour Gagny : Jan Hamers (6), Grillard (3), Dominique Deschamps (2), Ouakil (2), Philippe Gardent (2), Garnier (2), Thierry Perreux (1), Philippe Médard (1).

## Phase finale
| \| Prague Šabac Reykjavik Gdańsk Minsk Essen Belgrade Rostock \| Localisation des équipes en phase finale. |
| Prague Šabac Reykjavik Gdańsk Minsk Essen Belgrade Rostock                                                 |

|  | Quarts de finale         | Quarts de finale         | Quarts de finale | Quarts de finale |                      |                      | Demi-finales | Demi-finales | Demi-finales | Demi-finales |  |  | Finale | Finale | Finale | Finale |
|  |                          |                          |                  |                  |                      |                      |              |              |              |              |  |  |        |        |        |        |
|  |                          |                          |                  |                  |                      |                      |              |              |              |              |  |  |        |        |        |        |
|  |                          |                          |                  |                  |                      |                      |              |              |              |              |  |  |        |        |        |        |
|  | TUSEM Essen              | TUSEM Essen              | 19               | 17               |                      |                      |              |              |              |              |  |  |        |        |        |        |
|  | TUSEM Essen              | TUSEM Essen              | 19               | 17               |                      |                      |              |              |              |              |  |  |        |        |        |        |
|  | Dukla Prague             | Dukla Prague             | 15               | 20               |                      |                      |              |              |              |              |  |  |        |        |        |        |
|  | Dukla Prague             | Dukla Prague             | 15               | 20               | TUSEM Essen          | TUSEM Essen          | 23           | 24           |              |              |  |  |        |        |        |        |
|  |                          |                          |                  |                  | TUSEM Essen          | TUSEM Essen          | 23           | 24           |              |              |  |  |        |        |        |        |
|  |                          |                          | SKA Minsk        | SKA Minsk        | 23                   | 25                   |              |              |              |              |  |  |        |        |        |        |
|  | SKA Minsk                | SKA Minsk                | SKA Minsk        | SKA Minsk        | 23                   | 25                   | 33           | 32           |              |              |  |  |        |        |        |        |
|  | SKA Minsk                | SKA Minsk                |                  |                  |                      |                      |              | 32           |              |              |  |  |        |        |        |        |
|  | Étoile rouge de Belgrade | Étoile rouge de Belgrade | 19               | 31               |                      |                      |              |              |              |              |  |  |        |        |        |        |
|  | Étoile rouge de Belgrade | Étoile rouge de Belgrade | 19               | 31               | SKA Minsk            | SKA Minsk            | 32           | 30           |              |              |  |  |        |        |        |        |
|  |                          |                          |                  |                  | SKA Minsk            | SKA Minsk            | 32           | 30           |              |              |  |  |        |        |        |        |
|  |                          |                          | Wybrzeże Gdańsk  | Wybrzeże Gdańsk  | 24                   | 25                   |              |              |              |              |  |  |        |        |        |        |
|  | SC Empor Rostock         | SC Empor Rostock         | Wybrzeże Gdańsk  | Wybrzeże Gdańsk  | 24                   | 25                   | 24           | 20           |              |              |  |  |        |        |        |        |
|  | SC Empor Rostock         | SC Empor Rostock         |                  |                  |                      |                      |              |              |              |              |  |  |        |        |        |        |
|  | Metaloplastika Šabac     | Metaloplastika Šabac     | 29               | 25               |                      |                      |              |              |              |              |  |  |        |        |        |        |
|  | Metaloplastika Šabac     | Metaloplastika Šabac     | 29               | 25               | Metaloplastika Šabac | Metaloplastika Šabac | 26           | 26           |              |              |  |  |        |        |        |        |
|  |                          |                          |                  |                  | Metaloplastika Šabac | Metaloplastika Šabac | 26           | 26           |              |              |  |  |        |        |        |        |
|  |                          |                          | Wybrzeże Gdańsk  | Wybrzeże Gdańsk  | 33                   | 24                   |              |              |              |              |  |  |        |        |        |        |
|  | Vikingur Reykjavik       | Vikingur Reykjavik       | Wybrzeże Gdańsk  | Wybrzeże Gdańsk  | 33                   | 24                   | 25           | 17           |              |              |  |  |        |        |        |        |
|  | Vikingur Reykjavik       | Vikingur Reykjavik       |                  |                  |                      |                      |              | 17           |              |              |  |  |        |        |        |        |
|  | Wybrzeże Gdańsk          | Wybrzeże Gdańsk          | 25               | 23               |                      |                      |              |              |              |              |  |  |        |        |        |        |
|  | Wybrzeże Gdańsk          | Wybrzeże Gdańsk          | 25               | 23               |                      |                      |              |              |              |              |  |  |        |        |        |        |
|  |                          |                          |                  |                  |                      |                      |              |              |              |              |  |  |        |        |        |        |

### Quarts de finale
| Équipe             | Aller   | Total   | Retour  | Équipe                   |
| ------------------ | ------- | ------- | ------- | ------------------------ |
| SKA Minsk          | 33 – 19 | 65 – 50 | 32 – 31 | Étoile rouge de Belgrade |
| TUSEM Essen        | 19 – 15 | 36 – 35 | 17 – 20 | Dukla Prague             |
| SC Empor Rostock   | 24 – 29 | 44 – 54 | 20 – 25 | Metaloplastika Šabac     |
| Vikingur Reykjavik | 25 – 25 | 42 – 48 | 17 – 23 | Wybrzeże Gdańsk          |

### Demi-finales
| Équipe               | Aller   | Total   | Retour  | Équipe          |
| -------------------- | ------- | ------- | ------- | --------------- |
| TUSEM Essen          | 23 – 23 | 47 – 48 | 24 – 25 | SKA Minsk       |
| Metaloplastika Šabac | 26 – 33 | 52 – 57 | 26 – 24 | Wybrzeże Gdańsk |

### Finale
La finale se déroule en match aller-retour et a vu le SKA Minsk remporter son premier titre.
| Équipe    | Aller   | Total   | Retour  | Équipe          |
| --------- | ------- | ------- | ------- | --------------- |
| SKA Minsk | 32 – 24 | 62 – 49 | 30 – 25 | Wybrzeże Gdańsk |

## Le champion d'Europe
| Champion d'Europe IHF Coupe des clubs champions 1986-1987 SKA Minsk 1er titre |

L'effectif du SKA Minsk, entraîné par Spartak Mironovitch, comprenait notamment : Sergueï Bebechko, Constantine Charovarov (de), Iouri Chevtsov, Mikhaïl Iakimovitch, Alexandre Karchakevitch, Georgi Sviridenko (de), Anatoli Galouza (de) et Alexandre Toutchkine.